# Larus vegae
Larus vegae je veliki galeb koji se razmnožava u sjeveroistoku Azije. Njegova je klasifikacija još uvijek kontroverzna i neizvjesna. Neki ga znanstveni autoriteti smatraju zasebnom vrstom, a drugi podvrstom američkog srebrnastog galeba (L. smithsonianus) ili ga svrstavaju u kompleks američkog srebrnastog galeba i europskog srebrnastog galeba L. L. argentatus. Mongolski galeb, Larus mongolicus, ranije se smatrao podvrstom pontskog galeba (L. cachinnans), ali je danas ponekad svrstan pod ovu vrstu. U englekom jeziku poznat je kao istočnosibirski galeb, no ovaj naziv u hrvatskom jeziku označava galeba L. canus kamtschatschensis, podvrstu burnoga galeba.

## Opis

### Istočnosibirski galeb (Larus vegae)
L. vegae galeb sličan je srebrnastom galebu, ali je s gornje strane nešto tamnije sive boje. Glava ovog galebazimi je jako prošarana smeđom bojom, posebno na stražnjoj i bočnim stranama vrata, čineći ovratnik. Noge su obično svijetlo ružičaste. Istočnosibirski galebovi prve i druge zime tamniji su od odgovarajućih mongolskog galeba, posebno na tjemenu, gdje su mongolski galebovi i u prvoj i drugoj zimi nešto bljeđi. Gotovo cijelo tijelo istočnosibirskih galebova prve i druge zime prikazuje tamnije smeđe mrlje i pruge. Odrasle istočnosibirske galebove zimi se često može zamijeniti s vrlo sličnim kamčatskim galebom (L. schistisagus) i zapadnim galebom (L. occidentalis), ali siva boja istočnosibirskog galeba je svjetlija od dviju sličnih vrsta. Boja očiju je promjenjiva, ali ima tendenciju da bude tamna s crvenim prstenom. Klun je žut s crvenom mrljom, osim kod galebova prve i druge zime, gdje kljun može biti gotovo u potpunosti tamno siv/crn, dok se sivi dio smanjuje dok ne sazrije. 
L. vegae u sjeverozapadnom dijelu njihova raspona su svjetliji na gornjoj strani. Ponekad se smatraju zasebnom podvrstom koja se zove Birulin galeb (Larus vegae birulai). 

### Mongolski galeb (Larus vegae mongolicus)
Leđa i krila mongolskog galeba razlikuju se u boji. Često su srednje sivi, slični Birulinom galebu, ali mogu biti puno tamniji. Glava mongolskog galeba uglavnom je bijela tijekom cijele godine sa samo blagim zimskim prugama. Noge su obično ružičaste, a oko je obično blijedo s crvenim orbitalnim prstenom. Kljun je žut s velikom crvenom mrljom i često s tamnim oznakama kod galebova prve, druge i treće godine. Mongolski galebovi prve i druge zime imaju izražene smeđe/sive pruge koji se rasprostiru po većini tijela i krila, slično kao kod istočnosibirskog galeba, ali ne tako tamne.

## Rasprostranjenost i stanište
L. vegae se razmnožavaju na sjeveroistoku Sibira, a zimi u Japanu, Koreji, južnoj i istočnoj Kini i na Tajvanu. Redovito ih viđaju na otocima St. Lawrence i u gradu Nome na Aljaski i tamo se često razmnožavaju. Postoje i zapisi iz drugih dijelova zapadne Aljaske, te nekoliko fotodokumentiranih zapisa iz Washingtona i Kalifornije. U zimskom rasponu obično se nalaze u lukama, na stjenovitim obalama i na ušćima rijeka.
Mongolski galeb se gnijezdi u Mongoliji, susjednim dijelovima Rusije (poput Bajkalskog jezera ), sjeveroistočnoj Kini (npr. jezero Hulun) i moguće Južnoj Koreji. Zimi migrira na jugoistok u južnu i istočnu Kinu i Koreju, a mali broj doseže Japan. U Južnoj Koreji je zimi na kopnenim vodama češći od istočnosibirskog galeba.

## Vanjske poveznice
- Mongolian Gull photos  Arhivirana inačica izvorne stranice od 23. srpnja 2006. (Wayback Machine), Japanese Gull-Site
- The "Herring Gull" Assemblage in South Korea, Birding Korea
- Vega Gull photos  Arhivirana inačica izvorne stranice od 2. svibnja 2005. (Wayback Machine), Japanese Gull-Site